# Lasioglossum robertsonellum
Lasioglossum robertsonellum là một loài Hymenoptera trong họ Halictidae. Loài này được Michener mô tả khoa học năm 1951.